# Mika Pyörälä
Mika Pyörälä (Oulu, 13 luglio 1981) è un hockeista su ghiaccio finlandese.

## Palmarès

### Mondiali
- 4 medaglie:
  - 1 oro (Slovacchia 2011)
  - 2 argenti (Russia 2007; Russia 2016)
  - 1 bronzo (Canada 2008)